# Tell Hasan Basha
Tel Hasan Pasha  (tiếng tiếng Thổ Nhĩ Kỳ: Tel Hasan Paşa, tiếng Ả Rập: تل حسن باشا, đã Latinh hoá: Tall Hasan Bāshā) là một ngôi làng Syria nằm ở phó huyện Salamiyah thuộc huyện Salamiyah, Hama. Theo Cục Thống kê Trung ương Syria (CBS), Tal Hasan Basha có dân số 1180 người trong cuộc điều tra dân số năm 2004.